# آنری ژرژ
آنری ژرژ (انگلیسی: Henry George; ۱۸ فوریهٔ ۱۸۹۱ – ۶ ژانویهٔ ۱۹۷۶) دوچرخه‌سوار پیست دوچرخه‌سوار اهل بلژیک بود.